# D-ottopina deidrogenasi
La D-ottopina deidrogenasi è un enzima appartenente alla classe delle ossidoreduttasi, che catalizza la seguente reazione:
N2-(D-1-carbossietil)-L-arginina + NAD+ + H2O ⇄ L-arginina + piruvato + NADH + H+
Nella direzione inversa, l'enzima agisce anche su L-ornitina, L-lisina e L-istidina.